# New World Development
New World Development Company Limited, kurz NWD (chinesisch 新世界發展有限公司 / 新世界发展有限公司, kurz 新世界發展 / 新世界发展, ugs. 新世界集團 / 新世界集团, englisch New World Development) ist ein chinesisches Unternehmen mit Firmensitz in Hongkong. Das Unternehmen ist im Aktienindex Hang Seng Index an der Hong Kong Stock Exchange unter SEHK: 17 seit dem 23. November 1972 gelistet. Als Mischkonzern ist NWD in mehreren Wirtschaftszweigen tätig. NWD baut, besitzt und verkauft unter anderem Hotels, Bürogebäude, Einzelhandelsimmobilien, Einkaufszentren und Wohnungen. Das Unternehmen wird von Familienmitglieder des chinesischen Milliardär Cheng Yu-Tung über dessen Holdingunternehmen Chow Tai Fook Enterprises kontrolliert.